# 슐라미스 파이어스톤
슐라미스 파이어스톤(Shulamith Firestone, 1945년 1월 7일 ~ 2012년 8월 28일)은 캐나다 태생의 여성주의자이다. 초기 급진적 여성주의 발전에서의 중심 인물이었으며, 뉴욕 래디컬 위민(New York Radical Women), 레드스타킹스(Redstockings), 뉴욕 래디컬 페미니스츠(New York Radical Feminists)의 창립 회원이었다. 1970년에 여성주의에서 중요하고도 영향력 있는 텍스트인 《성의 변증법》(The Dialectic of Sex: The Case for Feminist Revolution)를 저술하였다.

## 성의 변증법
《성의 변증법》에서 지그문트 프로이트, 빌헬름 라이히, 카를 마르크스, 프리드리히 엥겔스, 시몬 드 보부아르의 사상을 급진적 여성주의 정치 이론으로 종합하였다. 파이어스톤은 또한 링컨 H.와 앨리스 T. 데이의 《투 메니 어메리컨스》(Too Many Americans)와 폴 R. 에를리히의 《더 파퓰레이션 밤》(The Population Bomb)의 영향을 받았음을 인정하였다. 《성의 변증법》은 미국 2세대 여성주의의 고전적 텍스트가 되었다.
파이어스톤은 젠더 불평등은 여성의 생물학적 특성, 즉 임신, 출산, 양육에 의해 부과된 육체적, 사회적, 심리적 단점을 통하여 여성에게 부여되는 가부장적 사회 구조에서 기원하였다고 주장하였다. 파이어스톤은 여성이 생물학적으로 결정된 지위에서 벗어나기 위해서 피임과 낙태의 확산, 양육에 대한 국가적 지원뿐만 아니라 실험실에서의 인간 재생산을 실행하기 위한 사이버네틱스의 사용도 지지하였다. 그녀가 예언한 재생산 기술 중에서 성 선택(sex selection)과 시험관 아기가 있었다.

## 저작
- 《더 다이어렉틱 오브 섹스》(The Dialectic of Sex: The Case for Feminist Revolution), Morrow, 1970, ISBN 0-688-06454-X; Bantam, 1979, ISBN 0-553-12814-0; Farrar Straus Giroux, 2003, ISBN 0-374-52787-3.
  - 김예숙 역, 《성의 변증법》, 풀빛, 1983.
  - 김민예숙 , 유숙열 역, 《성의 변증법》, 꾸리에, 2016, ISBN 8-994-68221-X.
- 《에어리스 스페이시스》(Airless Spaces), Semiotext(e), 1998, ISBN 1-57027-082-1.